# Architecture in Helsinki
Architecture in Helsinki es un conjunto musical de Indie pop-avant-garde australiano, proveniente de los suburbios de Norticote, en Melbourne. El grupo está integrado por Cameron Bird, Gus Franklin, Jamie Mildren, Sam Perry y Kellie Sutherland. 
La mayoría de sus miembros pueden tocar múltiples instrumentos. La música de Architecture in Helsinki se caracteriza por una gran variedad de sonidos, obtenidos a través de medios electrónicos y por la experimentación con gran cantidad de instrumentos, incluyendo instrumentos de viento-metal, flautas, sintetizadores analógicos, samplers, un glockenspiel (también conocido com Lira), una tuba, un clarinete, un trombón, trompetas e instrumentos más frecuentes como batería, guitarra y bajo. Su segundo álbum, In Case We Die (2005) fue grabado con 41 instrumentos.
Architecture In Helsinki comenzó a tocar alrededor del año 2000, tocando frecuentemente en múltiples giras nacionales y algunas internacionales. Han girado por EE. UU. con bandas como Death Cab for Cutie y Clap Your Hands Say Yeah y abierto shows para artistas como David Byrne, The Polyphonic Spree, Yo La Tengo y Belle & Sebastian.

## Historia

### Formación yFingers Crossed(2000-2003)
Architecture in Helsinki comenzó con Cameron Bird a finales de los 90 en Charlton, Victoria. Bird, Jamie Mildren y Sam Perry eran parte de una banda juvenil que combinaba funk y grunge llamada The Pixel Mittens. Luego, el trío se movió a la ciudad de Melbourne. La banda tocó en uno o dos conciertos antes de entrar en un periodo de semi-inactividad. En 2000, mientras estudiaba fotografía en una escuela de arte, Bird conoció a James Cecil. Ambos tuvieron una conexión musical instantánea y, pocos meses después, Cecil se les unió tocando la batería. Por ese tiempo, Bird conoció a Kellie Sutherland en una fiesta y la invitó a tocar el clarinete en algunas canciones de la banda. La banda comenzó a trabajar en su primer álbum en Supermelodyworld, un estudio de grabación de Cecil construido en una iglesia, en el lado sudeste de Melbourne. Las grabaciones se detuvieron cuando Bird se tuvo que ir a EE. UU. por unas vacaciones, dejando el disco inconcluso. A su retorno, e inspirado por sus experiencias en Portland, Oregón, Bird escribió ¾ de las canciones para el disco en 6 días. Estos nuevos temas marcaron el nuevo rumbo de la banda: canciones de pop cortas y pegadizas. De nuevo en la escuela de arte, Bird conoce a Isobel Knowles, Tara Shackell y Gus Franklin, quienes completarían la banda. Los tres nuevos miembros llenaron los espacios en la banda para completar el álbum. Tras aproximadamente dos años de trabajo, el álbum debut de Architecture In Helsinki, Fingers Crossed, fue lanzado el 9 de febrero de 2003.

### In Case We Die(2003-2005)
En 2005, Architecture in Helsinki lanzó su segundo álbum In Case We Die con su propio sello, Tailem Bend. El disco cuenta con la participación de varios artistas locales. El álbum fue producido por The Carbohydrates (el tándem de producción James Cecil – Cameron Bird) en Supermelodyworld. In Case We Die recibió tres nominaciones de los premios ARIA, incluyendo mejor lanzamiento independiente.
La canción “It'5!” recibió gran atención por parte de las radios australianas, siendo elegida por la revista argentina “Los Inrockuptibles” (N°99, enero de 2006) como la primera de una selección de 10 canciones de 2005.

### Cambios en la formación yWe Died, They Remixed(2006)
A mediados de 2006, un mensaje en el sitio de Myspace de Architecture in Helsinki, anunciaba que Isobel Knowles y Tara Shackell ya no pertenecían al grupo.
El 28 de octubre de 2006 el grupo lanzó We Died, They Remixed, un álbum consistente en remixes de su segundo disco y un remix de la canción “Like a Call”, de su álbum debut. Algunos artistas que participaron en el proyecto son Hot Chip, New Buffalo y Safety Scissors entre otros.

### Places Like This(2007-presente)
En septiembre de 2006, la banda anunció en Pitchfork que estaban preparando un nuevo álbum para 2007 y que las canciones iban a ser tocadas en su gira.
En 2007 la banda lanzó su tercer álbum, Places Like This, recibido con críticas más negativas que su anterior disco, In Case We Die.

## Miembros
- Cameron Bird
- Gus Franklin
- Jamie Mildren
- Sam Perry
- Kellie Sutherland

### Miembros pasados
- Isobel Knowles - (desde 2000 hasta 2006)
- Tara Shackell - (desde 2000 hasta 2006)
- James Cecil - (desde 2000 hasta 2008)

## Discografía

### Álbumes
- Fingers Crossed (2002)
- In Case We Die (2005)
- Places Like This (2007)
- Moment Bends (2011)
- NOW + 4EVA (2014)

### Remixes
- We Died, They Remixed (2006, álbum de remixes) - Tailem Bend/Bar/None Records

### Sencillos y EP
- "Like A Call" (2003) - Trifekta, agotado
- "Kindling" (2003) - Trifekta, agotado
- "Keepsake" (2004) - Trifekta, agotado
- "Do The Whirlwind" (2005) - Tailem Bend, agotado
- "Maybe You Can Owe Me/It'5!" (2005) - Moshi Moshi, agotado
- "Do the Whirlwind" (2005) versión británica - Moshi Moshi
- "Wishbone" (2006) – Moshi Moshi

## Videos musicales
- "Like a Call" (2003) – Dirigido por Isobel Knowles
- "Kindling" (2003) – Dirigido por Kellie Sutherland
- "It'5!" (2005) – Dirigido por Isobel Knowles y Ali Dullard
- "Do the Whirlwind" (2005) versión australiana – Dirigido por Paul Robertson
- "Do the Whirlwind" (2006) versión británica – Dirigido por Nima Nourizadeh
- "Wishbone" (2006) – Dirigido por Isobel Knowles
- "Hold Music" (2007)
- "Heart It Races" (2007)
- "That Beep" (2008)
- "I Might Survive" (2014)